# Igła Lentulo

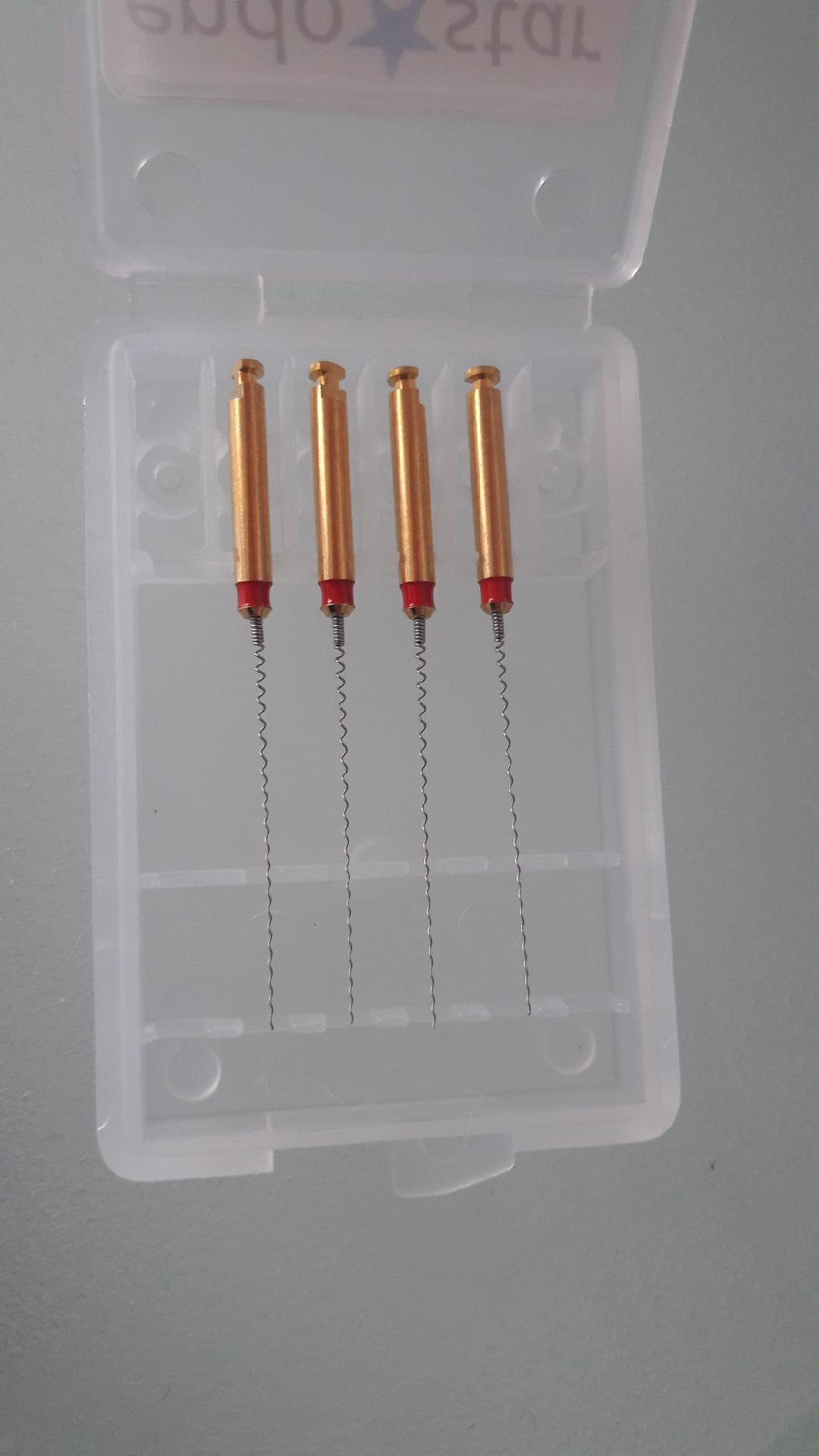
igły Lentulo

Igła Lentulo – endodontyczne narzędzie stomatologiczne, instrument przeznaczony do obróbki dentystycznej, wypełniania kanału pastami i cementami. Igła jest spiralno-stożkowa, ze sprężynką bezpieczeństwa lub bez niej. Wykonywana ze stali nierdzewnej.
Spiralna sprężyna absorbuje drgania uchwytu podczas umieszczania materiału w kanale. W przypadku igły ze sprężynką bezpieczeństwa spirala igły jest przy nasadce zakończona sprężyną dającą elastyczność i zwiększającą bezpieczeństwo pracy.

## Rozmiary
Długość i grubość igły musi być dopasowana do długości wypełnianego kanału. Dlatego trzon każdej igły oznaczony jest oddzielnym kolorem w standardzie ISO:
- czerwone – 25
- czarne – 40
- niebieskie – 30
- zielone – 35

Oznaczenia kolorystyczne ułatwiają również rozróżnienie igieł.